# Stathmonotus sinuscalifornici
Stathmonotus sinuscalifornici is een  straalvinnige vissensoort uit de familie van snoekslijmvissen (Chaenopsidae). De wetenschappelijke naam van de soort is voor het eerst geldig gepubliceerd in 1942 door Chabanaud.
De soort staat op de Rode Lijst van de IUCN als niet bedreigd, beoordelingsjaar 2007.